# Länsväg 395
De Zweedse weg 395 (Zweeds: Länsväg 395) is een provinciale weg in de provincie Norrbottens län in Zweden en is circa 103 kilometer lang. De weg loopt onder andere langs de Luchthaven Pajala.

## Plaatsen langs de weg
- Pajala
- Juhonpieti en Erkheikki
- Peräjävaara
- Lovikka
- Junosuando
- Vittangi

## Knooppunten
- Riksväg 99 bij Pajala (begin)
- Länsväg 394
- E45 bij Vittangi (einde)